# Palacio de Jelgava
El Palacio de Jelgava (en letón: Jelgavas pils) es el mayor palacio de estilo barroco en los países bálticos. Fue construido en el siglo XVIII basado en el diseño de Bartolomeo Rastrelli como residencia de los duques de Curlandia en su capital, Mitava (hoy Jelgava), Letonia. Los duques de Curlandia también tenían un palacio de verano cercano también de Rastrelli llamado Palacio de Rundale.
El palacio fue fundado por Ernst Johann von Biron en 1738 en una isla entre el río Lielupe y sus brazos. El sitio había sido la residencia de los antiguos duques de Curlandia de la dinastía Kettler y, antes de eso, un castillo medieval que pertenecía a los Caballeros Teutónicos.